# Beleid
Beleid is de systematische wijze waarop een organisatie of afdeling binnen een organisatie met een bepaalde zaak omgaat om een bepaald doel te bereiken. Beleid wordt zowel bij de overheid als in het bedrijfsleven gevoerd. Overheidsbeleid staat vaker dan bij bedrijven op papier en is bijna altijd openbaar. Dit komt doordat overheidsbeleid met openbare financiën betaald wordt en democratisch gecontroleerd moet kunnen worden door middel van onder meer de Wet open overheid.

## Containerbegrip
Beleid is een term die op verschillende manieren wordt gebruikt. Zo staan beleid en praktijk vaak tegenover elkaar (willen versus kunnen). Ook de tegenstelling beleid versus uitvoering komen we veel tegen: het al dan niet loze papieren ideaal of de bestuurlijke wensdroom tegenover de alledaagse beleidsrealiteit (boardroom versus werkvloer). Ook de tegenstelling tussen beleid als term voor wat er officieel of formeel verlangd wordt versus hoe het er in de informele uitvoeringspraktijk aan toe gaat, maakt dat het woord op verschillende manieren kan worden geïnterpreteerd.

## Instrumenten
De middelen, ook wel instrumenten genoemd, kunnen bestaan uit geld, voorlichting, wettelijke maatregelen, overleg, handhaving, inzet ambtenaren, enzovoorts. Ook tussen de middelen moet samenhang bestaan. In ons voorbeeld: intensivering van de voorlichting, verbod om te roken in openbare ruimtes, meer controle van rookverboden in horeca, overleg met tabaksfabrikanten over verminderen van marketing die de jeugd aanspreekt.
Al deze maatregelen kosten geld. De verwachte kosten moeten ook in het beleid staan.

## Beleidscyclus
Beleid wordt door sommige denkers binnen de beleidswetenschappen gezien als een cyclus.
Deze beleidscyclus (ook wel genoemd beleidslevenscyclus) bestaat uit achtereenvolgens:
- Agendavorming
- Beleidsbeëindiging
- Beleidsbepaling
- Beleidsevaluatie
- Beleidsplan
- Beleidsuitvoering
- Beleidsvoorbereiding
- Terugkoppeling

Indien na de beleidsevaluatie het bestaande beleid wordt aangepast of nieuw beleid wordt gevormd is er sprake van een leerproces. De beleidscyclus start dan weer. Beleid in uitvoering wordt ook wel staand beleid genoemd.